# Conjunt de Cantor
El conjunt de Cantor, o més precisament, el conjunt ternari de Cantor, és un conjunt fractal que es construeix per un procediment iteratiu a partir de l'interval [0,1], dividint-lo en tres parts iguals i eliminant-ne la part central. A continuació cadascuna de les dues parts que queden es divideixen en tres parts i s'eliminen les parts centrals. Després cadascuna de les 4 parts que queden es divideixen en tres parts i s'eliminen les parts centrals, i així indefinidament.
Segons explica Fleron, aquesta mena de conjunts obtinguts disseccionant iterativament un interval de {\displaystyle \mathbb {R} } va ser introduïda per J. S. Smith en un article l'any 1875. Georg Cantor, l'any 1883, va ser el primer en construir el conjunt que hem comentat, i que també s'anomena conjunt del terç intermedi o conjunt discontinu de Cantor.
En aquest article utilitzarem el terme conjunt de Cantor per referir-nos al conjunt ternari de Cantor, però en Topologia també s'utilitza conjunt de Cantor per referir-se a un espai mètric compacte perfecte i totalment inconnex, ja que és homeomorf al conjunt ternari de Cantor. També veurem altres generalitzacions que es coneixen com conjunts de Cantor.

## Construcció del conjunt de Cantor
Anomenem {\displaystyle C_{0}} l'interval tancat [0,1], el dividim en tres parts:{\displaystyle C_{0}=[0,1]=[0,{\tfrac {1}{3}}]\cup ({\tfrac {1}{3}},{\tfrac {2}{3}})\cup [{\tfrac {2}{3}},1].}i eliminem la central; anomenarem el conjunt resultant {\displaystyle C_{1}}:{\displaystyle C_{1}=[0,{\tfrac {1}{3}}]\cup [{\tfrac {2}{3}},1].} A la següent iteració fem exactament el mateix procés a cadascun dels dos intervals que formen {\displaystyle C_{1}} (iteració tipus fractal geomètric): {\displaystyle C_{2}=[0,{\tfrac {1}{9}}]\cup [{\tfrac {2}{9}},{\tfrac {1}{3}}]\cup [{\tfrac {2}{3}},{\tfrac {7}{9}}]\cup [{\tfrac {8}{9}},1].}{\displaystyle C_{3}=[0,{\tfrac {1}{27}}]\cup [{\tfrac {2}{27}},{\tfrac {1}{9}}]\cup [{\tfrac {2}{9}},{\tfrac {7}{27}}]\cup [{\tfrac {8}{27}},{\tfrac {1}{3}}]\cup [{\tfrac {2}{3}},{\tfrac {19}{27}}]\cup [{\tfrac {20}{27}},{\tfrac {7}{9}}]\cup [{\tfrac {8}{9}},{\tfrac {25}{27}}]\cup [{\tfrac {26}{27}},1].}{\displaystyle C_{4}=[0,{\tfrac {1}{81}}]\cup [{\tfrac {2}{81}},{\tfrac {1}{27}}]\cup [{\tfrac {2}{27}},{\tfrac {7}{81}}]\cup [{\tfrac {8}{81}},{\tfrac {1}{9}}]\cup [{\tfrac {2}{9}},{\tfrac {19}{81}}]\cup [{\tfrac {20}{81}},{\tfrac {7}{27}}]\cup [{\tfrac {8}{27}},{\tfrac {25}{81}}]\cup [{\tfrac {26}{81}},{\tfrac {1}{3}}]\cup [{\tfrac {2}{3}},{\tfrac {55}{81}}]\cup [{\tfrac {56}{81}},{\tfrac {19}{27}}]\cup [{\tfrac {20}{27}},{\tfrac {61}{81}}]\cup [{\tfrac {62}{81}},{\tfrac {21}{27}}]\cup [{\tfrac {8}{9}},{\tfrac {73}{81}}]\cup [{\tfrac {74}{81}},{\tfrac {25}{27}}]\cup [{\tfrac {26}{27}},{\tfrac {79}{81}}]\cup [{\tfrac {80}{81}},1].}
D'aquesta manera obtenim una successió decreixent de conjunts, {\displaystyle C_{0}\supset C_{1}\supset C_{2}\supset \cdots .}El límit d'aquesta successió s'anomena conjunt de Cantor, i el designarem per {\displaystyle C}; més formalment, 
{\displaystyle C=\bigcap _{n=0}^{\infty }C_{n}.}
Un gràfic del procés iteratiu que conforma el conjunt de Cantor és el següent:
Com podem apreciar, a mesura que iterem els subintervals es van fent més petits, i la seva col·locació no és arbitrària. Efectivament, podem apreciar com la distància entre intervals és inicialment la marcada per la iteració (és a dir 1/3j), al següent grup de dos augmenta a raó de tres aquesta distància, per tornar a ser el pas d'iteració.
En definitiva, el joc de distàncies en el conjunt de Cantor es comporta com un rellotge de tantes agulles com iteracions hem realitzat. Dit en llenguatge de programació, per a descriure la posició dels intervals necessitaríem i "for" per a cada subdistància (on i és l'índex d'iteració, i els subintervals consecutius difereixen en raó de 3).

## Propietat d'autosemblança
La recursió que hem utilitzat per construir el conjunt de Cantor pot formalitzar-se mitjançant dues semblances {\displaystyle w_{1}}i {\displaystyle w_{2}} de raó 1/3  {\displaystyle w_{1}(x)={\frac {x}{3}}\quad {\text{i}}\quad w_{2}(x)={\frac {x}{3}}+{\frac {2}{3}}.}Tenim {\displaystyle C_{1}=w_{1}(C_{0})\cup w_{2}(C_{0}),\quad C_{2}=w_{1}(C_{1})\cup w_{2}(C_{1}),\dots }En general, {\displaystyle C_{n+1}=w_{1}(C_{n})\cup w_{2}(C_{n}),\ n\geq 0.}
Tal com hem dit, {\displaystyle C=\bigcap _{n=0}^{\infty }C_{n}.}El conjunt {\displaystyle C} compleix{\displaystyle C=w_{1}(C)\cup w_{2}(C).} És a dir, és igual a dues còpies d'ell mateix. Es diu que {\displaystyle C} és autosemblant. De fet, aquesta propietat caracteritza {\displaystyle C}: és l'unic conjunt compacte que compleix aquesta propietat.

## Sistema ternari de numeració
Les propietats del conjunt de Cantor s'expressen millor si escrivim els nombres de l'interval [0,1] en el sistema ternari o base 3: Concretament, tot nombre decimal {\displaystyle a\in [0,1]} es pot representar de la forma{\displaystyle a=\sum _{n=1}^{\infty }{\frac {a_{n}}{3^{n}}},\quad {\text{amb}}\quad a_{n}\in \{0,\,1,\,2\}.}Abreujadament s'escriu
{\displaystyle a=(0.a_{1}a_{2}\cdots )_{3}.}Per exemple,
{\displaystyle 0,25={\frac {1}{4}}=0.020202\dots _{3}=0.{\overline {02}}_{3}.}Els nombres de la forma {\displaystyle k/3^{n}}, amb {\displaystyle n\geq 1} i {\displaystyle k=1,\dots ,3^{n-1}}, i només aquests nombres, tenen dues expressions, una només amb zeros a partir de cert lloc (s'anomena expressió finita), i l'altra només amb dosos a partir de cert lloc (expressió infinita); normalment utilitzarem l'expressió infinita. Per exemple, {\displaystyle {\frac {1}{3}}=0.1_{3}=0.0{\overline {2}}_{3}\quad {\text{i}}\quad {\frac {2}{3}}=0.2_{3}=0.1{\overline {2}}_{3}.}
Aquestes igualtats es comproven utilitzant la fórmula de la suma d'una progressió geomètrica de raó 1/3: {\displaystyle \sum _{j=1}^{\infty }{\frac {1}{3^{j}}}={\frac {\frac {1}{3}}{1-{\frac {1}{3}}}}={\frac {1}{2}},}i també,
{\displaystyle \sum _{j=n+1}^{\infty }{\frac {1}{3^{j}}}={\frac {1}{2}}{\frac {1}{3^{n}}}.}

## Representació ternària dels elements del conjunt de Cantor
Ens proposem argumentar que el conjunt de Cantor està format pels nombres que tenen una expressió ternària formada per zeros i dosos: {\displaystyle a\in C\quad \Longleftrightarrow \quad a=(0.a_{1}a_{2}\cdots )_{3},\quad {\text{amb}}\quad a_{n}\in \{0,2\},\ \forall n\geq 1}En efecte, els nombres de l'interval [0,1/3] tindran 0 com a primera xifra de la seva expressió ternària, i els de l'interval [2/3,1] tindran 2 com a primera xifra. Així, els nombres del conjunt {\displaystyle C_{1}} tindran com a primera xifra (després del punt decimal) de la seva expressió ternària 0 o 2. Anàlogament, els de {\displaystyle C_{2}}, després del punt, tindran les dues primeres xifres de la forma 00, 02, 20 o 22. I així successivament.
Aquesta propietat és tan important que es pot prendre com definició del conjunt de Cantor.

## Naturalesa de C
Un cop havent vist l'aspecte dels punts que conformen el nostre conjunt de Cantor, ens preguntem quina natura té el conjunt de Cantor. Primer de tot caldria caracteritzar algebraicament el conjunt C, i és que, en realitat, el conjunt de Cantor no va néixer com a tal a partir de la fragmentació iterativa que hem descrit. En efecte, la motivació que va moure Georg Cantor a l'hora de donar forma al conjunt que porta el seu nom va ser la de crear un conjunt amb potència de continu que tingués un aspecte discret (és a dir, numerable). La forma en què Cantor va decidir treballar va ser la de les sèries fonamentals de Cauchy, i efectivament observem com la forma dels punts del conjunt C són sèries que convergeixen als punts de C. Així doncs podrem dir directament que és un espai mètric complet, definida la mètrica com la usual. Òbviament, en el moment en què diem que C és complet estem admetent que té la potència del continu, tot i que més endavant demostrarem analíticament aquesta afirmació.

## Propietats topològiques
Com a referència general per aquestes i altres propietats, vegeu.
1. El conjunt {\displaystyle C} és tancat. Això és degut al fet que {\displaystyle C} és intersecció de conjunts tancats, ja que cada {\displaystyle C_{n}} és tancat perquè és una reunió finita d'intervals tancats.
2. El conjunt {\displaystyle C} és compacte. Es dedueix de la propietat anterior i que {\displaystyle C} està inclòs en [0,1].
3. Donat un punt de {\displaystyle C} podem trobar un altre punt de {\displaystyle C} tan proper a ell com vulguem. En un llenguatge més tècnic: en tot entorn d'un punt de {\displaystyle C} sempre hi ha, almenys, un altre punt de {\displaystyle C}, és a dir, tot punt de {\displaystyle C} és un punt d'acumulació. En efece, si {\displaystyle x=(0.x_{1}x_{2}\dots )_{3}\in C} i per algun {\displaystyle j\geq 1} tenim {\displaystyle x_{j+1}=2}, aleshores el punt {\displaystyle y=(0.x_{1}\dots x_{j})_{3}\in C} i {\displaystyle 0<x-y=\sum _{n=j+1}^{\infty }{\frac {x_{n}}{3^{n}}}\leq 2\sum _{n=j+1}^{\infty }{\frac {1}{3^{n}}}={\frac {1}{3^{j}}}.}Llavors, prenent {\displaystyle j} prou gran, podem aproximar {\displaystyle x} tant com vulguem. Quan a l'expressió de {\displaystyle x} a partir d'un cert lloc no apareix cap 2, aleshores es fa un procediment anàleg però canviant un 0 per 2 al lloc adient.
4. De les propietats 1 i 3 es dedueix que {\displaystyle C} és un conjunt perfecte.[9]
5. El conjunt {\displaystyle C} no conté cap interval, és a dir, {\displaystyle C} és totalment inconnex. Això se segueix del fet que el conjunt {\displaystyle C_{n}} no conté cap interval de longitud estrictament més gran que {\displaystyle 1/3^{n}}.
6. L'interior de {\displaystyle C} és el conjunt buit. És una conseqüència del punt anterior.
7. El conjunt {\displaystyle C} és homeomorf a l'espai producte {\displaystyle \prod _{i=1}^{\infty }\{a,b\}} amb la topologia producte (aquest espai també s'escriu {\displaystyle 2^{\aleph _{0}}}). En efecte, l'aplicació {\displaystyle \varphi :\,\prod _{i=1}^{\infty }\{0,2\}\longrightarrow C} definida per {\displaystyle \varphi (x_{1},x_{2},\dots )=(0.x_{1}x_{2}\dots )_{3}.}és bijectiva, contínua i amb inversa contínua.
8. Qualsevol espai mètric compacte perfecte i totalment inconnex és homeomorf al conjunt de Cantor.[10] Com a conseqüència d'aquesta propietat, alguns autors utilitzen l'expressió conjunt de Cantor per referir-se a un espai topològic que compleixi les tres propietats esmentades.[6]

## El conjunt de cantor té la potència del continu
Anem a veure que {\displaystyle C} i [0,1] tenen el mateix cardinal. En primer lloc, atès que {\displaystyle C\subset [0,1]} deduïm que el cardinal de {\displaystyle C} és menor que el de [0,1]: {\displaystyle {\text{Card}}(C)\leq {\text{Card}}([0,1])}.
Per demostrar l'altra desigualtat, considerem la funció {\displaystyle F:C\longrightarrow [0,1]} definida de la següent manera: per a {\displaystyle x=(0.x_{1}x_{2}\cdots )_{3}\in C},
{\displaystyle F{\big (}(0.x_{1}x_{2}\cdots )_{3}{\big )}=(0.y_{1}y_{2}\cdots )_{2},\ {\text{on }}y_{n}=x_{n}/2,}
on el terme de la dreta està escrit en base 2. Alternativament, 
{\displaystyle F(x)={\frac {1}{2}}\sum _{n=0}^{\infty }{\frac {x_{n}}{2^{n}}}=\sum _{n=0}^{\infty }{\frac {x_{n}}{2^{n+1}}}.}
Aleshores {\displaystyle F} és exhaustiva, d'on resulta {\displaystyle {\text{Card}}(C)\geq {\text{Card}}([0,1])}. (Vegeu la funció de Cantor).

## El conjunt de Cantor té mesura de Lebesgue zero
La mesura de Lebesgue a {\displaystyle \mathbb {R} }, que designarem per {\displaystyle {\mathcal {L}}}, és l'extensió de la longitud d'un segment a conjunts de {\displaystyle \mathbb {R} } més generals, i es caracteritza pel fet que un interval {\displaystyle (a,b)} mesura {\displaystyle b-a}:
{\displaystyle {\mathcal {L}}(a,b)=b-a,\quad a\leq b.}
Llavors, és senzill calcular la mesura de Lebesgue de {\displaystyle C_{n}}, ja que està format per {\displaystyle 2^{n}} intervals disjunts cadascun de longitud {\displaystyle 1/3^{n}}; així, si indiquem per {\displaystyle I_{k}^{n},\ k=1,\dots ,2^{n}} els intervals que formen {\displaystyle C_{n}}:
{\displaystyle C_{n}=\bigcup _{k=1}^{2^{n}}I_{k}^{n},} llavors
{\displaystyle {\mathcal {L}}(C_{n})=\sum _{k=1}^{2^{n}}{\mathcal {L}}(I_{k}^{n})=2^{n}\,\cdot {\frac {1}{3^{n}}}.}
De la definició de {\displaystyle C} i de les propietats de les mesures,
{\displaystyle {\mathcal {L}}(C)=\lim _{n}{\mathcal {L}}(C_{n})=\lim _{n}{\bigg (}{\frac {2}{3}}{\bigg )}^{n}=0.}

## Dimensió i mesura de Hausdorff
El conjunt de Cantor té dimensió de Hausdorff {\displaystyle s=\log 2/\log 3=0,6309...}, i {\displaystyle {\cal {H}}^{s}(C)=1}, on {\displaystyle {\cal {H}}^{s}}és la mesura de Hausdorff de dimensió {\displaystyle s}.
A més, la mesura de Hausdorff de dimensió {\displaystyle s=\log 2/\log 3} restringida a {\displaystyle C} coincideix amb la distribució de Cantor restringida a {\displaystyle C}.

## Grup topològic i mesura de Haar
Per tal de definir una llei de composició a {\displaystyle C}, comencem amb una operació a {\displaystyle \{0,2\}}, que designarem per {\displaystyle a\oplus b}, donada per la taula {\displaystyle {\begin{array}{c|c|c|}\oplus &0&2\\\hline 0&0&2\\\hline 2&2&0\\\hline \end{array}}}L'invers de {\displaystyle a} és el mateix {\displaystyle a}. Llavors, per a dos nombres {\displaystyle 0.x_{1}x_{2}\dots } i {\displaystyle 0.y_{1}y_{2}\dots } de {\displaystyle C} definim l'operació component a component:
{\displaystyle (0.x_{1}x_{2}\dots )_{3}\oplus (0.y_{1}y_{2}\dots )_{3}=(0.z_{1}z_{2}\dots )_{3},\ {\text{amb }}z_{j}=x_{j}\oplus y_{j},\ j=1,2\dots .}
L'aplicació {\displaystyle {\begin{array}{rl}&C\times C\longrightarrow C\\&\ (x,y)\mapsto x\oplus y\end{array}}}és contínua. Òbviament l'operació de pas a l'invers també és contínua donat que és la identitat. Aleshores {\displaystyle C} és un grup topològic, que, a més, és localment compacte Hausdorff. Un resultat fonamental de la teoria de grups topològics diu que en un grup topològic localment compace Hausdoff existeix una mésura, anomenada mesura de Haar, única excepte una constant multiplicativa, regular, finita sobre els conjunts compactes i estrictament positiva sobre els conjunts oberts, que és invariant per l'esquerra per translacions. En el cas del conjunt de Cantor, la mesura de Haar coincideix amb la distribució de Cantor restringida a {\displaystyle C}.

## Conjunts de Cantor més generals

### Conjunt de Cantor amb raó de dissecció diferent de 1/3
Fixem un nombre {\displaystyle \lambda \in (0,1/2)}. Escrivim {\displaystyle I_{1}^{0}=[0,1]}, i el dividim en tres intervals, els extrems de longitud {\displaystyle \lambda } i el central de longitud {\displaystyle 1-2\lambda }:{\displaystyle I_{1}^{0}=[0,1]=[0,\lambda ]\cup (\lambda ,1-\lambda )\cup [1-\lambda ,1],} i eliminem la part central. Anomenem {\displaystyle I_{1}^{1}=[0,\lambda ]\quad {\text{i}}\quad I_{2}^{1}=[1-\lambda ,1].}Ara fem el mateix procediment amb {\displaystyle I_{1}^{1}\ i\ I_{2}^{1}}, dividint-lo cadascun en tres intervals, els extrems de longitud {\displaystyle \lambda ^{2}} i el central de longitud {\displaystyle \lambda -2\lambda ^{2}=\lambda (1-2\lambda )}, i eliminem la part central. Iterant aquest procediment, a l'etapa {\displaystyle n}-èssima tindrem {\displaystyle 2^{n}} intervals de longitud {\displaystyle \lambda ^{n}}: {\displaystyle I_{1}^{n},\dots ,I_{2^{n}}^{n}.} Llavors definim el conjunt de Cantor {\displaystyle C(\lambda )} per {\displaystyle C(\lambda )=\bigcap _{n=0}^{\infty }\bigcup _{k=1}^{2^{n}}I_{k}^{n}.}La dimensió de Hausdorff de {\displaystyle C(\lambda )} és {\displaystyle \log 2/log(1/\lambda )}.
El conjunt de Cantor que hem introduït abans correspon a {\displaystyle \lambda =1/3}.

### Conjunt de Cantor amb raó de dissecció variable
Sigui {\displaystyle \Lambda =\{\lambda _{1},\,\lambda _{2},\dots \}\subset (0,1/2)} una successió de nombre entre 0 i 1/2. Com abans, posem {\displaystyle I_{1}^{0}=[0,1]}, i ara el dividim en tres parts, els extrems de longitud {\displaystyle \lambda _{1}} i el central de longitud {\displaystyle 1-2\lambda _{1}}
i ara eliminem la part central. Anomenem {\displaystyle I_{1}^{1}\ i\ I_{2}^{1}} els intervals restants. Ara fem el mateix amb {\displaystyle I_{1}^{1}\ i\ I_{2}^{1}} però utilitzant {\displaystyle \lambda _{2}}, i així successivament. A l'etapa {\displaystyle n}-èssima tindrem {\displaystyle 2^{n}} intervals de longitud {\displaystyle \lambda _{1}\cdots \lambda _{n}}. Finalment, definim {\displaystyle C(\Lambda )=\bigcap _{n=0}^{\infty }\bigcup _{k=1}^{2^{n}}I_{k}^{n}.}

### Conjunts de Cantor aleatoris
Hi ha moltes maneres de construir conjunts de Cantor aleatoris. Potser la més senzilla és el conjunt ternari però en lloc d'eliminar sempre la part central dels intervals, escollir l'interval a eliminar entre els tres a l'atzar, tots tres intervals amb la mateixa probabilitat o no. Una altra manera és, a cada etapa, escollir la raó de dissecció {\displaystyle \lambda } a l'atzar en l'interval (0,1/2) d'acord amb alguna distribució de probabilitat. Vegeu.

### Conjunts de Cantor aRn{\displaystyle \mathbb {R} ^{n}}
Es poden utilitzar les idees anteriors per construir conjunts de tipus Cantor a {\displaystyle \mathbb {R} ^{n}}. Per exemple, al pla, podem partir del quadrat unitat {\displaystyle [0,1]\times [0,1]} dividir-lo en 16 quadrats i escollir-ne els 4. A continuació cada quadrat es divideix en 16 i ens quedem amb els 4 corresponents, i així successivament; el conjunt que s'obté s'anomena pols de Cantor.

#### Pols de Cantor
La pols de Cantor és, per tant, una versió del conjunt de Cantor en més d'una dimensió, formada a partir del producte cartesià del conjunt de Cantor amb ell mateix.
|  |  |

Construcció de la pols de Cantor bidimensional (5 primeres iteracions)

La pols de Cantor és un conjunt de mesura nul·la. En el cas bidimensional, dimensió de Hausdorff-Bezikóvitx de la pols de Cantor és {\displaystyle log(4)/log(3)} i, en el cas tridimensional, és {\displaystyle log(8)/log(3)}.

## Extensions a altres fractals

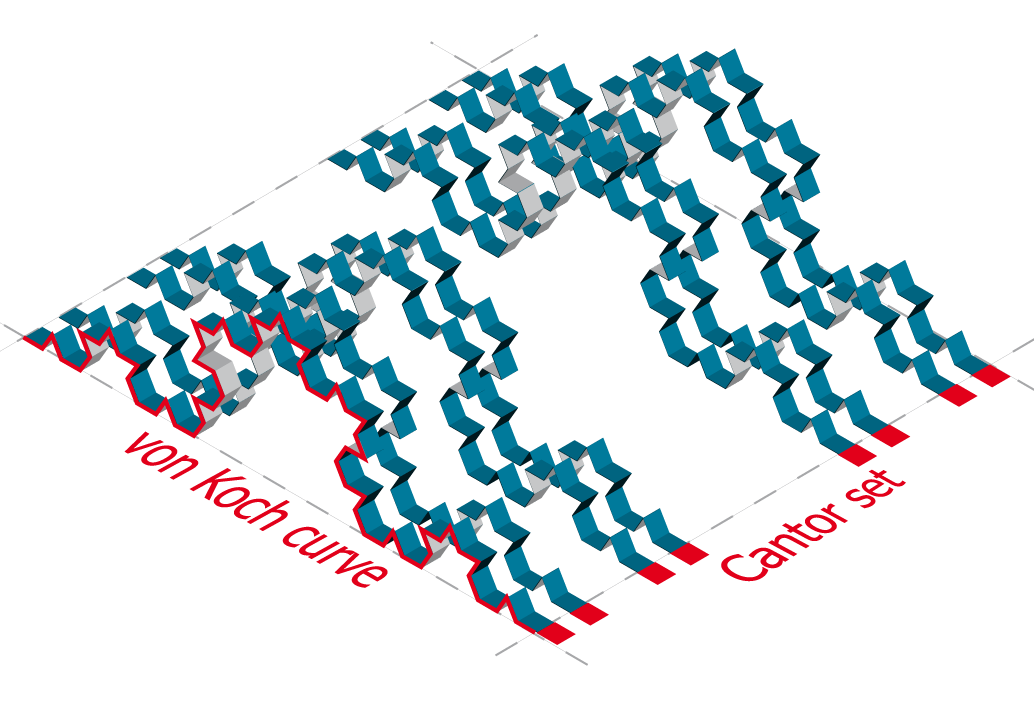
Producte cartesià de la corba de Koch i el conjunt de Cantor.

Finalment, referit al conjunt de Cantor, podem fer un darrer estudi. Si tornem a observar el gràfic pertanyent a la 6a iteració en la construcció de C podem observar com, al cap i a la fi, el conjunt de Cantor no és altra cosa que una plantilla de l'eix horitzontal del fractal de Koch (la corba de Koch). En efecte, si observem les subdivisions ens adonem que coincideixen en les fetes a l'hora de construir el famós floquet de neu, i que els punts del conjunt C no són altra cosa que els vèrtexs inferiors que conformen els triangles de la corba de Koch. A més, la distància entre subgrups de dos punts consecutius en el conjunt C determinarà l'alçada del triangle de què formen part. Aquesta relació és la que segueix: {\displaystyle h_{j}={\frac {1}{3^{j}}}\,{\sqrt {\frac {3}{2}}}}. En aquest cas, la longitud de la corba de Koch, fent servir exactament la mateixa anàlisi emprada per al cas del conjunt de Cantor, quedarà determinada per la següent expressió:
{\displaystyle L=\sum _{i=0}^{4^{j}}{\frac {1}{3^{j}}}=4^{j}\,{\frac {1}{3^{j}}}}
Com podem apreciar immediatament la longitud d'aquesta corba esdevindrà infinita: {\displaystyle \lim _{j\to \infty }{\frac {4^{j}}{3^{j}}}=\infty }.
Una possible explicació al fet que, en un espai finit puguem construir un element de longitud infinita és que al cap i a la fi la corba de Koch omple l'espai bidimensional mitjançant una estructura unidimensional. Així doncs, podem afirmar que una manera de construir corbes que omplin l'espai és mitjançant fractals tals que el nombre de costats del patró sigui major o igual a 2.
Generalitzant el cas per a qualsevol fractal geomètric com els descrits anteriorment serà:
{\displaystyle L=\sum _{i=0}^{(2+n)^{j}}{\frac {1}{3^{j}}}=(2+n)^{j}\,{\frac {1}{3^{j}}}}
A on {\displaystyle n} és el nombre de costats del patró que es va repetint a cada subinterval (al conjunt de Cantor és 0, a la corba de Koch és 2, al triangle de Sierpynski és 3...). Per tant, podem enunciar com a conclusió final que el conjunt de Cantor serà l'únic fractal pertanyent als fractals construïts com s'ha explicat (mode iteratiu i geomètric) que tingui llargària finita (no tenint en compte el cas en què el límit esdevingui indeterminació).
En general, pel que fa a la seva dimensió de Hausdorff, si definim {\displaystyle F\times G} com el producte cartesià de dos conjunts de fractals, llavors {\displaystyle \dim _{H}(F\times G)=\dim _{H}(F)+\dim _{H}(G)}.